# Јаношевић
Презиме Јаношевић је српско презиме које потиче из источне Србије.
Презименску основу Јаношевића чини родоначелниково лично име Јанош. На њега је додат посесивни наставак -ев, који означава припадање. Потом је придодан и деминутивни наставак - ић, који значи „малени, млади“. Према томе, у конкретном случају Јаношевић је „Јаношев младенац, мали, тј. син, потомак." 